# Mission sui juris
Eine Mission sui juris (lat.: missio sui iuris, Mission eigenen Rechts), früher auch Missio independens (unabhängige Mission) genannt, ist eine direkt dem Papst unterstellte territoriale Organisationseinheit in römisch-katholischen Missionsgebieten. Kirchenrechtlich ist die Mission sui juris die Vorstufe zu einer Teilkirche. Üblicherweise folgt diesem Status der einer Apostolischen Präfektur. Die Missio sui iuris hat ihre Rechtsgrundlage im Dekret Excelsum apostolicorum vom 12. September 1896 und wird weder im Codex Iuris Canonici noch im Codex Canonum Ecclesiarum Orientalium erwähnt.
Der Mission steht als Ordinarius kein Bischof vor, sondern ein vom Heiligen Stuhl beauftragter Priester mit bischöflichen Vollmachten, der so genannte Apostolische Superior. Da die Seelsorge in den Missionen sehr oft in den Händen einer Ordensgemeinschaft liegt, wird zum Superior meist (nicht immer) ein Ordensgeistlicher ernannt. Der Apostolische Superior darf in dieser Funktion aber nicht mit dem Superior (Oberen) des Ordens verwechselt werden: Der Ordensobere leitet eine Niederlassung oder Provinz seiner Ordensgemeinschaft, während der Apostolische Superior die kirchliche Leitung des (einer Teilkirche ähnelnden) Missionsgebietes unabhängig von seinen etwaigen Funktionen im Orden innehat.

## Missionen sui iuris
In der lateinischen Kirche gibt es derzeit folgende Missionen sui juris (2024):
| Mission sui juris                          | Kirchenprovinz                | Region             | Sitz        | Superior                  |
| ------------------------------------------ | ----------------------------- | ------------------ | ----------- | ------------------------- |
| Afghanistan                                | immediat                      | Asien              | Kabul       | Giovanni Scalese B        |
| Kaimaninseln                               | Erzbistum Kingston in Jamaika | Karibik            | George Town | Allen Henry Vigneron      |
| Funafuti                                   | Erzbistum Suva                | Ozeanien           | Funafuti    | Eliseo Napiere MSP        |
| St. Helena, Ascension und Tristan da Cunha | immediat                      | Atlantischer Ozean | St. Helena  | Tom Thomas Pattasseril IC |
| Tadschikistan                              | immediat                      | Asien              | Duschanbe   | Pedro Ramiro López IVE    |
| Tokelau                                    | Erzbistum Samoa-Apia          | Ozeanien           | Nukunonu    | Mosese Vitolio Tui SDB    |
| Turkmenistan                               | immediat                      | Asien              | Aşgabat     | Andrzej Madej OMI         |
| Turks- und Caicosinseln                    | Erzbistum Nassau              | Karibik            | Grand Turk  | Joseph William Tobin CSsR |